# Hrabia de Rochefort
Hrabia de Rochefort – postać fikcyjna stworzona przez pisarza Aleksandra Dumasa, bohater dwóch jego powieści: Trzej muszkieterowie oraz Dwadzieścia lat później. Szpieg kardynała Richelieu oraz główny antagonista muszkietera d’Artagnana i jego przyjaciół: Atosa, Portos i Aramisa, później przyjaciel d’Artagnana i członek Frondy. D’Artagnan nazywał go „Człowiek z Meung” do czasu, kiedy nie poznał jego prawdziwego nazwiska. Sama postać hrabiego jest fikcyjna, choć na jego biografię złożyły się koleje losu kilku postaci, zaś nazwisko „Rochefort” zostało zaczerpnięte z historii.

## Wygląd i cechy postaci
W „Trzech muszkieterach” ma on czterdzieści lub czterdzieści pięć lat, w powieści „Dwadzieścia lat później” ma więc około sześćdziesięciu pięciu. Był człowiekiem wysokiego wzrostu o niebieskich oczach i czarnych włosach. Chodził zwykle ubrany w fioletowy kaftan i spodnie tego samego koloru. Jego znakiem szczególnym była blizna na policzku zrobioną kulą z pistoletu (w filmach zwykle zastępowano ją brakiem jednego oka i mrocznie wyglądającą przepaską). Rochefort służył kardynałowi Richelieu, choć go nienawidził, nie darzył jednak nienawiścią d’Artagnana ani trzech muszkieterów, a walcząc z nimi jedynie wykonywał skrupulatnie swoje zadania. Miewał specyficzne poczucie humoru oraz nienaganne maniery wobec kobiet (dowodzą tego choćby rozmowy z Milady). Gdy oddawał się jakieś sprawie, robił to całym sercem. Był zdolny do prawdziwej przyjaźni.

## Rola w powieściach
Trzej muszkieterowie – nie wiadomo, w jakich okolicznościach Rochefort wstąpił na służbę do kardynała ani jakie zyski z tego czerpał. Wiadomo jednak, że wiernie wykonywał polecenia swego pryncypała, ale nie czynił tego z miłości do niego, lecz ze strachu. W powieści mimochodem wspominane są jego niektóre misje jak np. śledzenie pod postacią mnicha szlachcica wiernego królowej. Po raz pierwszy czytelnik poznaje Rocheforta w chwili, kiedy d’Artagnan przybywa do Meung. Wówczas to Rochefort siedzi wraz ze swoimi ludźmi w oberży i zaczyna śmiać się z bułanka Gaskończyka. Urażony młodzieniec żąda satysfakcji, jednakże Rochefort nie chce się pojedynkować i wysyła swoich ludzi, aby ci nauczyli go rozumu. D’Artagnan zostaje przez nich pobity, a jego rodowa szpada złamana. Gaskończyk mdleje na skutek pobicia mamrocząc o tym, iż pan de Treville go pomści. Rochefort słysząc te słowa zaczyna się bać, że młodzieniec jest szpiegiem kapitana muszkieterów i obszukuje go, kradnąc przy okazji list polecający od ojca d’Artagnana do de Treville'a. Chwilę potem zjawia się karetą Milady de Winter, szpieg kardynała. Rochefort przekazuje jej polecenie od Richelieu – kobieta ma natychmiast udać się do Anglii i zostać na dworze księcia Buckingham, po czym czekać na dalsze polecenia. Rozmowę przerywa im d’Artagnan, który odzyskuje przytomność i domaga się satysfakcji od hrabiego, jednakże nie ma sił walczyć i pada zemdlony. Rochefort rozstaje się z Milady i odjeżdża. Niedługo potem na rozkaz kardynała porywa Konstancję Bonacieux, pokojówkę królowej Francji i zarazem jej powiernicę. Z pomocą Rocheforta kardynał dowiaduje się o schadzce księcia Buckingham i Anny Austriaczki, podczas której królowa ofiarowała premierowi Anglii dwanaście diamentowych spinek, które wcześniej dostała na urodziny od króla. Rochefort melduje kardynałowi o wszystkim, ten zaś nakazuje mu wysłać list do Milady, w którym kobieta dostała zadanie skradzenia Buckinghamowi dwóch spinek i przywiezienia ich do Francji. Nieco później Rochefort od czasu do czasu wizytuje pana Bonacieux, którego kardynał zwerbował do siebie na służbę przekupstwem i obietnicami wielkich zysków. Hrabia w rozmowach z nim roztacza wizję walki o słuszną sprawę, o którą rzekomo kardynał walczy. Swoimi słowami przekonuje pana Bonacieux, aby ten szpiegował własną żonę. Z tego więc powodu, gdy ta prosi go o zawiezienie listu od królowej do Anglii, on odmawia i powiadamia o wszystkim Rocheforta, który wraz z nim idzie aresztować Konstancję, co im się nie udaje z powodu d’Artagnana. Po tym wydarzeniu Rochefort znika na pewien czas i pojawia się dopiero wtedy, kiedy z pomocą pana Bonacieux porywa ponownie Konstancję i więzi ją w nieznanym miejscu. Następnie znowu znika na dłuższy czas, aby ukazać się pod koniec powieści w klasztorze w Bethune, gdzie skryła się po zabiciu Buckinghama Milady de Winter. Kobieta zdaje Rochefortowi relacje z wykonania przez siebie zadania kardynała i prosi hrabiego, aby ten zostawił jej swoją karocę i odebrał ją za kilka dni z oberży. Napisała mu również adres tej oberży na kartce. Rochefort jednak jadąc konno do swego pryncypała zgubił kartkę, którą znaleźli Atos, Portos, Aramis i d’Artagnan. Dzięki niej dopadli oni Milady i zamordowali ją. Richelieu nie wiedząc jednak o tym nakazał aresztować d’Artagnana za „niepatriotyczną działalność”. Rozkaz ten wykonał właśnie Rochefort. Jednakże dzięki podstępowi d’Artagnana czterej muszkieterowie ocalili swoje głowy, a sam Gaskończyk opuścił gabinet kardynała jako porucznik. Wychodząc porozmawiał chwilę z Rochefortem i umówił się z nim na pojedynek. Niedługo potem doszło do niego – wygrał go d’Artagnan zadając Rochefortowi ranę. Obaj adwersarze pojedynkowali się ze sobą jeszcze dwa razy i za każdym razem Rochefort przegrywał i ponosił ranę. Po trzecim starciu padł żart, iż czwarta potyczka pomiędzy nimi zakończy się już śmiercią hrabiego. Nie doszło jednak do niej, bo obaj panowie pogodzili się, a nawet zaprzyjaźnili ze sobą. Nieco później, kiedy sługa d’Artagnana, Planchet opuścił swego pana i chciał zostać żołnierzem, Rochefort umożliwił mu to i dzięki jego protekcji został on sierżantem w pułku piemonckim.
Dwadzieścia lat później – po śmierci kardynała Richelieu Rochefort parał się różnymi zajęciami i zadawał z największą arystokracją we Francji. Około roku 1643 brał udział w zabawie u jednego magnata. Podczas niej, gospodarz z gośćmi po pijanemu wyszli na ulice, aby znaleźć rozrywkę w napadaniu na przechodniów i kradzeniu im płaszczy. Podczas tej zabawy jeden z napadniętych podniósł alarm i sprowadził na żartownisiów straż. Większość „złodziei” uciekła, ale Rochefort został pochwycony i wtrącony do więzienia. Dowiedział się o tym kardynał Mazarin, który na prośbę nienawidzącej Rocheforta królowej Anny Austriaczki odesłał go do Bastylii. Tam hrabia spędził 5 lat, aż do roku 1648, kiedy w kraju szalała Fronda. Mazarin postanowił pozyskać do swojej służby zaufanych ludzi. Wezwał więc z Bastylii Rocheforta. Zadanie przywiezienia go do pałacu z więzienia dostał porucznik muszkieterów d’Artagnan. Rochefort od razu poznał przyjaciela i obaj wpadli sobie w objęcia. Następnie zajechali karetą do pałacu królewskiego, gdzie Rochefort odbył rozmowę z Mazarinim. Ten zaproponował mu służbę w swojej gwardii, ale hrabia odmówił, zamiast tego polecając mu Atosa, Portosa, Aramisa i d’Artagnana. Kardynał kazał więc odesłać hrabiego do Bastylii, jednak Rochefort zobaczywszy, że w odwożącej go do więzienia eskorcie nie ma jego przyjaciela d’Artagnana i nie narazi go na niebezpieczeństwo, wychylił się z karety i zawołał o pomoc. Ledwo to zrobił, a mieszczanie na czele z Planchetem ruszyli mu w sukurs. Zabili oni eskortę i uwolnili hrabiego. Rochefort zniknął i dołączył do Frondy. D’Artagnan nieco później spotkał go w kościele, kiedy wraz z Planchetem szukał Bazina (sługi Aramisa). Rochefort powiedział porucznikowi o swoim planie dokuczenia nowemu kardynałowi, po czym zniknął potajemnie. Niedługo potem zjawił się wraz ze swoimi wspólnikami pod zamkiem Vincennes, gdzie był trzymany przywódca Frondy, książę de Beaufort. Skontaktowali się z nim za pomocą podstępu – książę podczas gry wyrzucił zza mury piłkę, którą Rochefort (przebrany za robotnika) odrzucił z zawartą tam wiadomością o planowanej ucieczce. Niedługo potem książę otrzymał w przesyłce pasztet, w którym była ukryta drabinka sznurowa, dwa sztylety, sznur i knebel (do związania naczelnika więzienia, który tej nocy jadł z księciem kolację). Książę uciekł poza mury zamku, gdzie czekali już na niego Rochefort oraz Atos i Aramis. Cała czwórka zaczęła uciekać. W pościg za nimi zostali wysłani przez kardynała d’Artagnan i Portos. Z trudem dogonili oni uciekinierów i pomiędzy przyjaciółmi doszło do walki, która została przerwana w chwili, gdy dawni czterej muszkieterowie zorientowali się, z kim walczą. Do tego przyjechały frondyckie posiłki i d’Artagnan z Portosem musieli uznać swoją porażkę, o której zameldowali Mazariniemu. Rochefort po tym wydarzeniu znika z kart powieści i pojawia się w dalszym jej ciągu jedynie sporadycznie. Najpierw z pomocą pana Bonacieux kontaktuje się z nim frondysta, koadiutor pan de Gondy, który nakazuje mu zorganizowanie zamieszek w Paryżu z powodu aresztowania radcy Broussela. Później w przeddzień bitwy wojsk Frondy z wojskami kardynała i królowej Rochefort spotyka w mieście Atosa i Aramisa, którym opowiada o szykującej się potyczce. Następnie pojawia się dopiero na samym końcu powieści, kiedy z rozkazu pana de Gondy on i pan Bonacieux na czele zbuntowanych mieszczan atakują w celu zabicia kardynała karetę, którą jechali właśnie Anna Austriaczka, Ludwik XIV i Mazarin. Karetę eskortowali jednak d’Artagnan i Portos. Obaj wyskoczyli naprzeciw szturmującego tłumu i zadali szpadami dwa ciosy – uderzenie Portosa zabiło pana Bonacieux, zaś cios d’Artagnana Rocheforta. Porucznik za późno zorientował się, kogo zabija. Rochefort zmarł na rękach przyjaciela przypominając mu jego słowa, iż czwarte starcie pomiędzy nimi zakończy się śmiercią hrabiego de Rochefort. Tak się też właśnie stało.

## Rochefort w filmie
W licznych ekranizacjach przygód muszkieterów hrabia de Rochefort urósł do roli głównego antagonisty d’Artagnana i jego przyjaciół; człowieka, który wiecznie im przeszkadza i próbuje zabić, aż w końcu ginie z ręki d’Artagnana w brawurowym pojedynku. W filmowych wersjach Rochefort zwykle również nie ma jednego oka, które przesłania czarną (lub czerwoną) przepaską, co dodaje mroku tej postaci. Oto aktorzy, którzy wcielili się w rolę Rocheforta:
1. Ian Keith – Trzej muszkieterowie (1935)
2. Ian Keith – Trzej muszkieterowie (1948)
3. Jean-Marc Tennberg – Trzej muszkieterowie (1953)
4. Robert Porte – Trzej muszkieterowie (1959)
5. Guy Delorme – Trzej muszkieterowie cz. I – Diamentowe spinki królowej (1961)
6. Guy Delorme – Trzej muszkieterowie cz. II – Zemsta Milady (1961)
7. Silvano Tranquilli – D’Artagnan (serial 1969-70)
8. Christopher Lee – Trzej muszkieterowie – Diamenty królowej (1973)
9. Christopher Lee – Czterej muszkieterowie – Zemsta Milady (1974)
10. Christopher Lee – Powrót muszkieterów (1989)
11. Michael Wincott – Trzej muszkieterowie (1993)
12. Mads Mikkelsen – Trzej muszkieterowie 3D (2011)

A oto jak wyglądały najsłynniejsze filmowe wersje Rocheforta:
- w serialu animowanym „Dogtanian i muszkieterowie” (znanym też jako „D’Artagnan i trzej muszkieterowie”) Rochefort jest psem (bohaterowie należą bowiem do królestwa zwierząt) o mrocznym wyglądzie. Jego znakiem rozpoznawczym są małe czarne wąsiki. Jest agentem kardynała, służy mu wiernie i szkodzi muszkieterom jak tylko może. Dogtanian nazywa Rocheforta „Czarny Wąsik” do czasu, aż w końcu poznaje jego prawdziwe nazwisko. Pomimo swej niechęci do Dogtaniana w ostatnim odcinku hrabia nie pozwala kardynałowi go otruć, sam zaś staje do pojedynku ze swym antagonistą, który przerywa zdradziecki postępek Milady – chciała ona zastrzelić Dogtaniana, ale niechcący postrzeliła Rocheforta. Po tym wydarzeniu hrabia godzi się z Dogtanianem, a później, zapytany przez Ludwika XIII o zdanie, czy Dogtanian zasługuje na bycie muszkieterem odpowiada, że jak najbardziej tak.

- w filmie animowanym „Trzech muszkieterów” z 2007 r. Rochefort jest wilkiem (bohaterowie również i w tej bajce należą do królestwa zwierząt) bez prawego oka, a także najemnym zbirem, który oddaje swe usługi kardynałowi Richelieu, gdy ten rozwiązuje królewskich muszkieterów i zastępuje ich swoimi gwardzistami. Gdy trzej muszkieterowie skutecznie stawiają im opór, Rochefort na polecenie swego mocodawcy aresztuje królewną Konstancję i więzi ją w prywatnym zamku kardynała, dzięki czemu Richelieu chce zmusić króla i królową do ustępstw wobec swoich planów. Konstancję odbijają jednak d'Artagnan i trzej muszkieterowie, którzy potem zbierają wszystkich ex-muszkieterów i wraz z nimi ruszają ratować króla. Dochodzi do bitwy, w której muszkieterowie pokonują gwardzistów, ale Richelieu widząc, iż przegrywa każe Rochefortowi zabić Ludwika XIII. Nie udaje mu się to, gdyż na jego drodze stają najpierw Kicia (siostra d'Artagnana), a potem Konstancja - obie uzbrojone w szpady. Rochefort pokonuje je obie, ale wówczas do walki staje d'Artagnan, który po ostrym pojedynku rozbraja przeciwnika. Wkrótce potem Richelieu i jego prawa ręka zostają aresztowani.

- w filmie animowanym „Trzej muszkieterowie” z 2009 r. Rochefort jest ubierającym się na czarno kapitanem gwardii kardynała Richelieu oraz wrogiem muszkieterów. Nie ma prawego oka, a u jego boku niemalże zawsze staje giermek, którym jest antropomorficzna hiena. Jego losy są podobne do tych z powieści, przy czym do końca pozostaje łotrem, a pod koniec filmu wciąga d'Artagnana i trzech muszkieterów w zasadzkę w opuszczonym klasztorze, w którym zasadza się na głównych bohaterów wraz z całym oddziałem swoich ludzi. Czterej wierni przyjaciele unikają śmierci tylko dzięki pomocy kapitana de Treville, który w porę wraz z oddziałem muszkieterów przybywa im na pomoc. Wówczas to ludzie kardynała zostają pokonani, a Rochefort stacza pojedynek z d'Artagnanem, który przegrywa. W ostatniej scenie filmu siedzi w lochu wraz z Richelieu i Milady, pomstując na głównych bohaterów.

- w filmie Trzej muszkieterowie z 1961 r. Rochefort chodzi ubrany na czarno i ma bliznę na policzku. Nienawidzi muszkieterów i chętnie staje im na drodze. Zaleca się do Milady, ale bezskutecznie. Porywa Konstancję, potem pomaga uwięzić d’Artagnana, pośredniczy pomiędzy kardynałem a Milady, aż w końcu ginie w pojedynku z d’Artagnanem.

- w trylogii filmowej Richarda Lestera Rochefort chodzi ubrany na czerwono i nie ma lewego oka, które zasłania czerwoną przepaską. Nienawidzi d’Artagnana, z którym kilkakrotnie walczy. W tej wersji filmowej hrabia pełni rolę nie tylko swoją, ale i powieściowego hrabiego de Wardes (m.in. romansuje z Milady oraz walczy z d’Artagnanem w Calais). Oprócz tego Rochefort na rozkaz kardynała szpieguje hugenotów z La Rochelle. Wykryty miał być przez nich rozstrzelany, ale uwolnili go z rozkazu króla Atos, Portos i Aramis. Rochefort później na polecenie Richelieu porwał Konstancję Bonacieux oraz pomógł Milady dostać się do Anglii i wykonać misję dla kardynała. Potem, gdy kobieta z niej wróciła, udał się z nią do klasztoru, gdzie przebywała Konstancja ukryta przez trzech muszkieterów. Wraz z dwunastoma gwardzistami kardynała przygotował zasadzkę na d’Artagnana i jego przyjaciół. Doszło wówczas do walki, podczas której Rochefort pojedynkował się z Atosem i ranił go w ramię. Potem stoczył walkę z d’Artagnanem, ale przegrał ją i zginął – tak przynajmniej pokazuje druga część trylogii, Czterej muszkieterowie. Mimo tego w filmie Powrót muszkieterów Rochefort wraca do życia, odsiaduje 5 lat w Bastylii, by potem wstąpić na służbę do Mazarina i na jego polecenie pilnować księcia de Beaufort. Później spotyka Justine de Winter, swoją córkę, którą spłodził z Milady. Wraz z nią przybywa do Anglii, aby nie dopuścić do wykonania misji czterech muszkieterów i ginie na pokładzie statku „Błyskawica” wylatując z nim w powietrze podczas nieudanej zasadzki zastawionej na głównych bohaterów.

- w filmie Trzej muszkieterowie z 1993 r. Rochefort chodzi ubrany na czarno i nie ma lewego oka. Był kiedyś muszkieterem, ale wziął udział w zamachu na króla Henryka IV, podczas którego zabił jednego z muszkieterów, ojca d’Artagnana – w tym właśnie starciu stracił oko. Za ten czyn wydalono go z gwardii, ale przyjął go do swej służby kardynał Richelieu. Na jego polecenie Rochefort rozwiązał gwardię muszkieterów i ścigał Atosa, Portosa i Aramisa, którzy nie chcieli uznać tego polecenia. Aresztował d’Artagnana za pomoc owej trójce i odebrał mu szpadę ojca, którą zabrał ze sobą, jako że kolekcjonował broń białą po swoich wrogach. Oczywiście poznał, że d’Artagnan jest synem muszkietera, który pozbawił go oka. Tym większa była jego wściekłość, gdy Atos, Portos i Aramis odbili d’Artagnana spod szafotu. Rochefort na polecenie kardynała rozesłał obietnicę nagrody za ich głowy, potem wynajął zabójcę, który miał zabić Ludwika XIII. W zamachu przeszkodzili trzej muszkieterowie i d’Artagnan. Chwilę później doszło do bitwy pomiędzy gwardią muszkieterów a gwardią kardynała. Podczas tej walki Rochefort pojedynkował się z Atosem, którego ranił w ramię, lecz ten wytrącił mu z ręki szpadę, którą pochwycił d’Artagnan przypominając, iż ta broń należy do niego. Następnie doszło do pojedynku d’Artagnana z Rochefortem, podczas której Gaskończyk został jednak rozbrojony. Rochefort pewny zwycięstwa przyznał się wówczas swemu przeciwnikowi, że to on zabił jego ojca, po czym chciał zadać d’Artagnanowi śmiertelny cios, ale chłopakowi przyszła z pomocą Konstancją podając mu do ręki szpadę, dzięki czemu Gaskończyk zabił mordercę swego ojca.

- w filmie D’Artagnan Rochefort został zdegradowany do roli prawej ręki kardynała i dowódcy jego gwardii, człowieka w starszym wieku, ale sympatycznego i cieszącego się szacunkiem ludzi. Kilkakrotnie spotyka on d’Artagnana, który budzi jego podziw. Rolę Rocheforta jako przeciwnika głównego bohatera pełni mroczny i psychopatyczny Febre, nad którym sam Richelieu traci w końcu panowanie i nie jest w stanie go powstrzymać. Rochefort widząc, iż kardynał stworzył bestię, nad którą nie potrafi zapanować, staje do pojedynku z Febrem, który jednak z łatwością go zabija.

- w filmie Trzej muszkieterowie 3D z 2011 r. Rochefort ponownie wraca do roli głównego antagonisty d’Artagnana. Znów chodzi ubrany na czarno i nie ma lewego oka. Jest okrutny, despotyczny, wręcz psychopatyczny. Bez szemrania wykonuje polecenia kardynała i próbuje przejąć skradzioną przez Milady diamentową kolię królowej Anny Austriaczki. W tym celu więzi Konstancję i walczy z muszkieterami na pokładzie latającego statku, którym rozbija się jednak na katedrze Notre Dame. Tam też d’Artagnan i Rochefort staczają zacięty pojedynek, który kończy się śmiercią agenta kardynała.

Prócz tego w filmie Córka d’Artagnana pojawia się postać córki Rocheforta, która ma konflikt z tytułową bohaterką filmu i uczestniczy w spisku na życie króla Ludwika XIV i kardynała Mazarina. W córkę Rocheforta wcieliła się aktorka Charlotte Kady.